# Siraitia grosvenorii
Siraitia grosvenorii je vytrvalá rostlina z čeledi tykvovité (Cucurbitaceae), známá též pod čínským názvem Luo-chan-kuo (čínsky pchin-jinem luóhàn guǒ, znaky zjednodušené 罗汉果, tradiční 羅漢果) nebo anglickým Monk fruit. Pochází z jižní Číny a severního Thajska. Její zelený plod, který po usušení zhnědne, je znám jako arhatovo ovoce, Buddhovo ovoce, příp. mnišské ovoce. Druh je pojmenován po britském fotografovi Gilbertu Grosvenorovi. Rostlina je ve volné přírodě vzácná a pěstuje se pro své ovocné plody, ze kterých se připravuje chlazený nebo teplý nápoj. Používají se také v tradičním čínském lékařství. Výtažek z plodů je třistakrát sladší než cukr a používá se jako přírodní nízkokalorické sladidlo v Číně.

## Popis

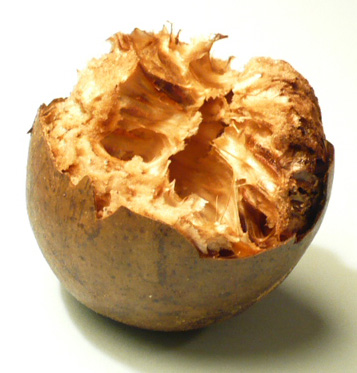
Vnitřek plodu

Dosahuje výšky 3 až 5 m a šplhá se po jiných rostlinách díky úponkům, kterými se okolo nich zachycuje. Úzké srdcovité listy jsou dlouhé 10 až 20 cm. Plody mají tvar koule o průměru 5 až 7 cm, jsou hladké a mají žlutohnědou nebo zelenohnědou barvu. Mají tvrdou ale tenkou slupku. Obsahují mnoho sladkých semen.

## Pěstování
Původní je a nejvíce se pěstuje na jihu ČLR v autonomní oblasti Kuang-si v horách v blízkosti Kuej-linu, dále se pěstuje také v provinciích Kuang-tung, Kuej-čou, Chu-nan a Ťiang-si. Tyto hory poskytují rostlinám stín a často jsou ponořeny do mlhy, díky čemuž jsou rostliny chráněny před sluncem. Přesto je podnebí v těchto provinciích dostatečně teplé. Roste zde i divoce, ale velmi vzácně, byla tedy zušlechtěna a je pěstována už stovky let. Zmínka o pěstování v provincii Kuang-si se dochovala v záznamech z roku 1813. Na začátku 21. století se v Kuejlinských horách pěstují na plantážích o rozloze 16 km² a sklízí se ročně 10 000 plodů. Nejvíce plantáží je v okresech Jung-fu a Lin-kuej, které jsou proslulé neobvykle vysokým počtem stoletých lidí. Někdy se to připisuje konzumaci ovoce a nezničené přírodě, nicméně domorodci věří, že to je klidným životním stylem a jednoduchou stravou.